# سوراج ونجارامودو
سوراج ونجارامودو (انگلیسی: Suraj Venjaramoodu؛ زادهٔ ۳۰ ژوئن ۱۹۷۶) هنرپیشه اهل هند است.
همچنین برندهٔ جوایزی همچون جایزه ملی فیلم بهترین بازیگر مرد شده‌است.

## فیلم‌شناسی
- شراب قرمز
- رقص رقص
- ساندویچ
- سه پادشاه
- ابو پسر آدم
- محله چینی‌ها
- مترو
- چهار دوست
- بلندگو
- کانگورو
- فلش
- آشپزخانه عالی هندی
- آرجونان شاهد است
- بابای باحال